# Бігучий (річка)
Бігучий — річка в Маневецькому та Володимирецькому районах Волинської та Рівненської області, ліва притока Веселухи (басейн Дніпра).

## Опис
Довжина річки 15 км. Висота витоку річки над рівнем моря — 161 м, висота гирла — 159 м, падіння річки — 2 м, похил річки — 0,2 м/км. Формується з багатьох безіменних каналів.

## Розташування
Бере початок між селами Замостя та Серхів. Тече переважно на північний схід і з південно-західної сторони від села Озерці впадає в річку Веселуху, праву притоку Прип'яті.